# Christiaanskerk
De Christiaanskerk (Deens: Christians Kirke) is een luthers kerkgebouw in Christianshavn, een district in de Deense hoofdstad Kopenhagen. De kerk werd in rococostijl ontworpen door Nicolai Eigtved en werd gebouwd in de jaren 1754-1759. Naast godshuis is de kerk ook een populaire locatie voor concerten en voorstellingen.

## Geschiedenis
De kerk werd oorspronkelijk gebouwd door de Duitse gemeenschap en diende tot het einde van de 19e eeuw als kerk voor de Duitse minderheid van Christianshavn. Het kerkgebouw heette toen officieel Frederiks deutsche Kirche (Frederiks Tyske Kirke).
In 1901 werd het gebouw in gebruik genomen als een gewone Deense parochiekerk en kreeg het zijn huidige naam, vernoemd naar koning Christiaan VI die in 1611 het district Christianshavn stichtte.

## Het gebouw
Het kerkgebouw is ontworpen door Nicolai Eigtved. De architect stierf echter nog voor de bouw was begonnen in 1754. Zijn schoonzoon Georg David Anthon nam daarna de bouwleiding op zich. Het gebouw heeft een rechthoekig grondplan met een toren aan de noordzijde. De toren is in totaal 70 meter hoog en had oorspronkelijk geen spits. Georg David Anthon voegde deze in 1769 toe.

## Interieur
Het interieur is ingericht als een echte protestantse preekkerk, d.w.z. de ruimte is zo ingedeeld dat alle aandacht naar het de kansel gaat. Langs de noordelijke, westelijke en oostelijke muren zijn over de gehele hoogte galerijen van drie verdiepingen aangebracht. Aan de zuidelijke muur bevindt zich het altaar. Altaar, kansel en orgel vormen één geheel. Lijnrecht tegenover het altaar bevindt zich boven de ingang de koninklijke loge. Links van het altaar bevindt zich een doopvont van Noors marmer. Achter het altaar is de sacristie gelegen. Het kerkgebouw biedt plaats aan circa 1.000 personen.

## Crypte
De kerk heeft een grote crypte die onder het hele kerkschip doorloopt. De crypte is verdeeld in 48 grafkapellen en wordt vanaf de bouw van de kerk tot de dag van vandaag gebruikt.

## Afbeeldingen

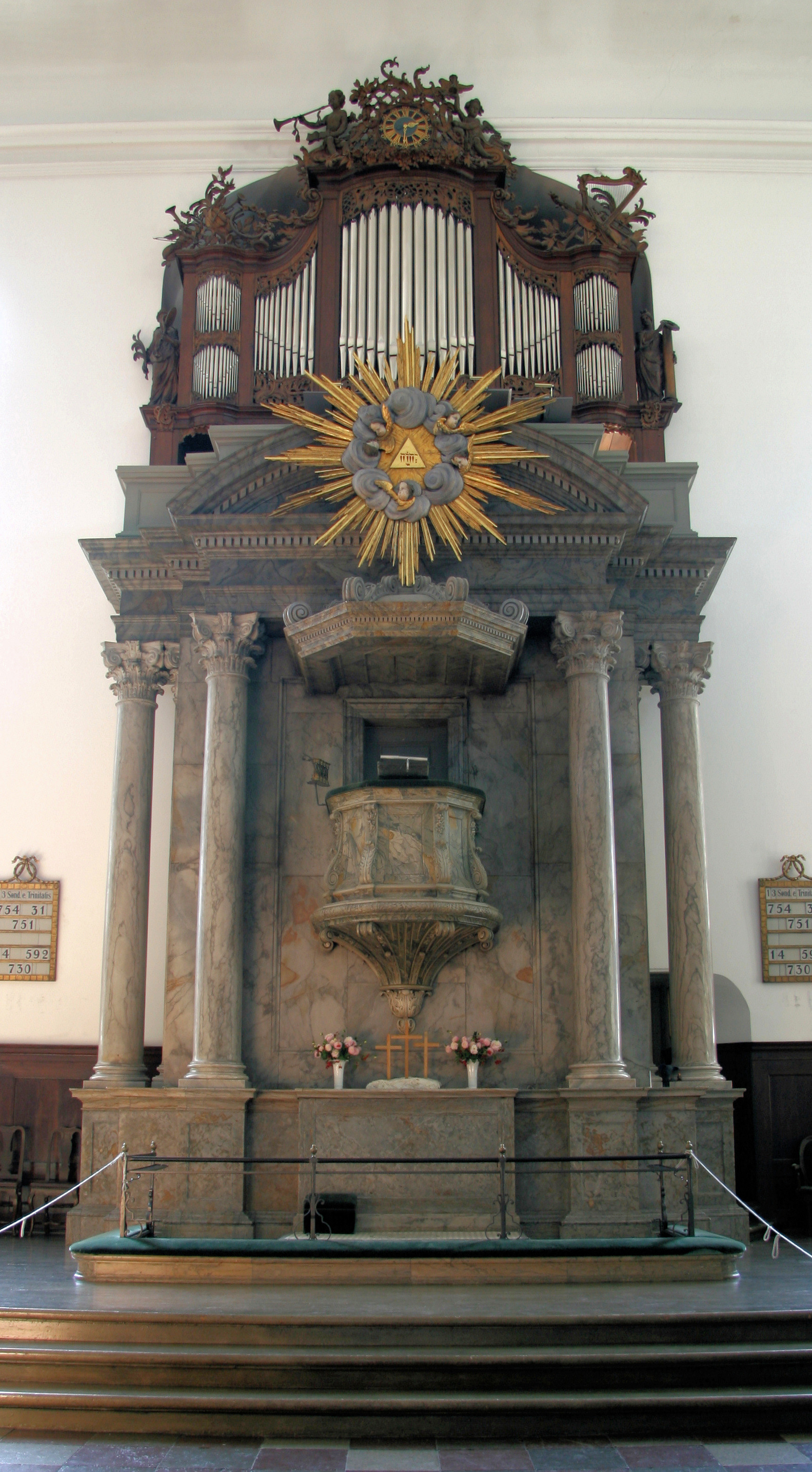
Altaar-kansel-orgel
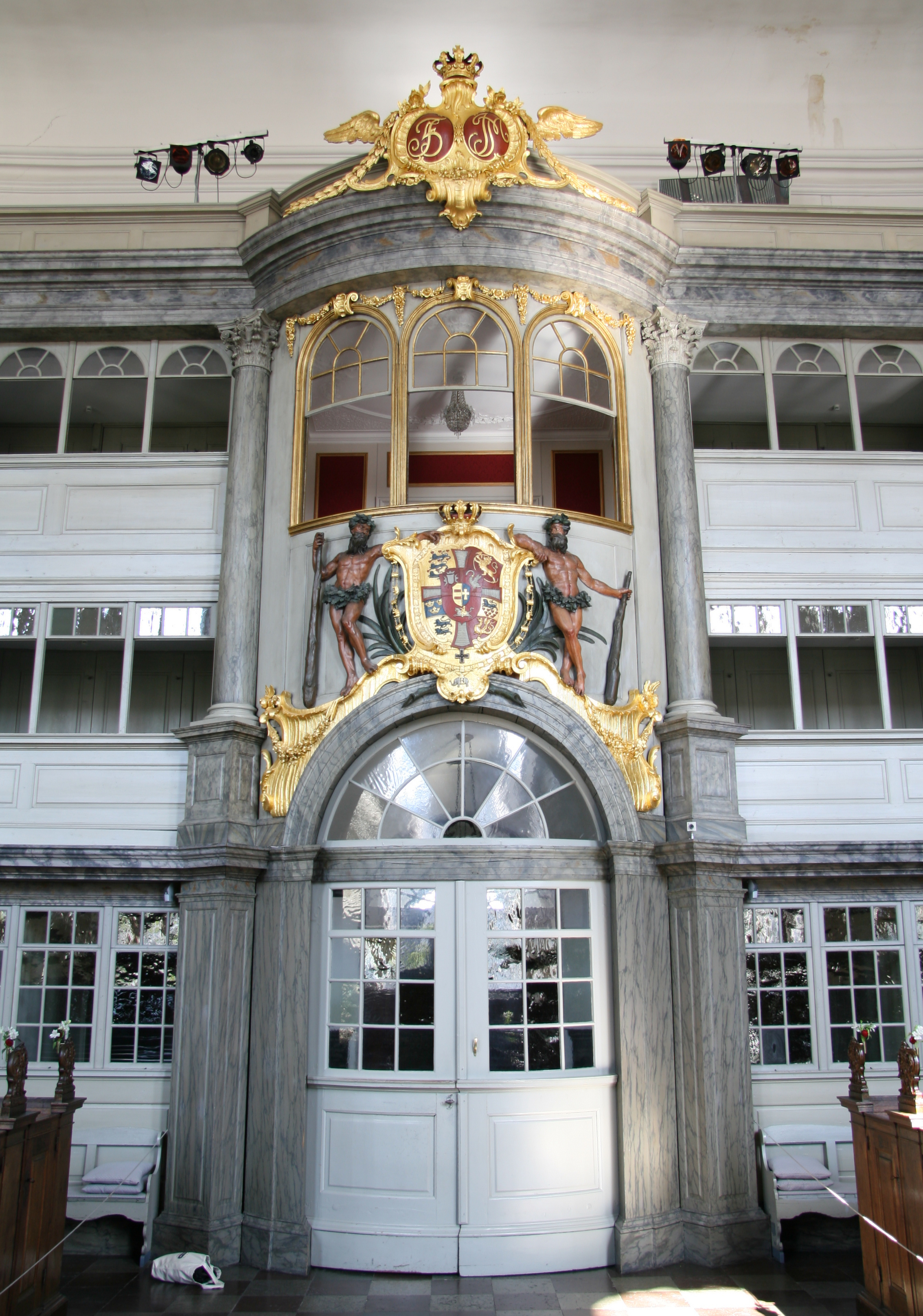
Koninklijke loge
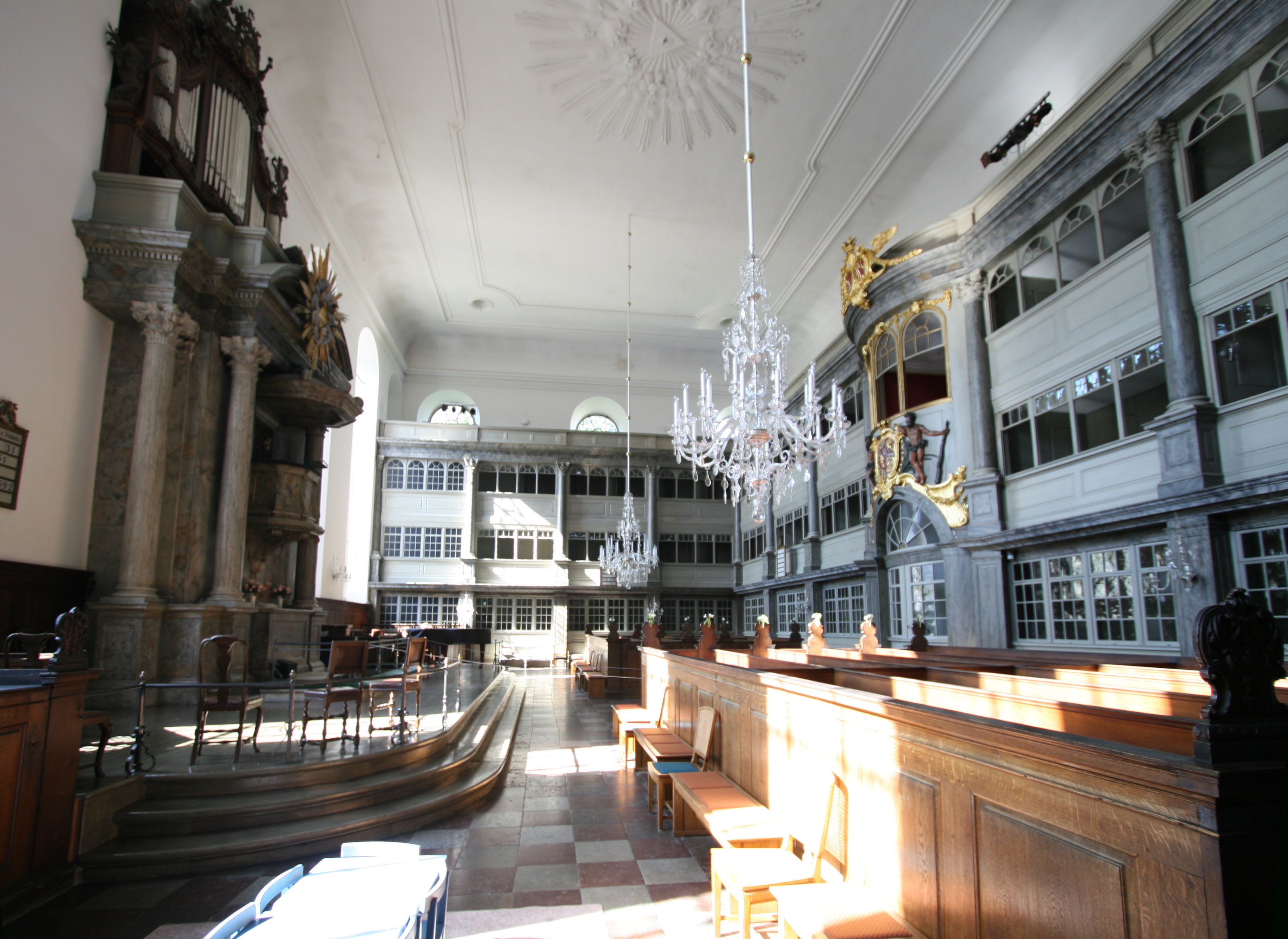
Interieur
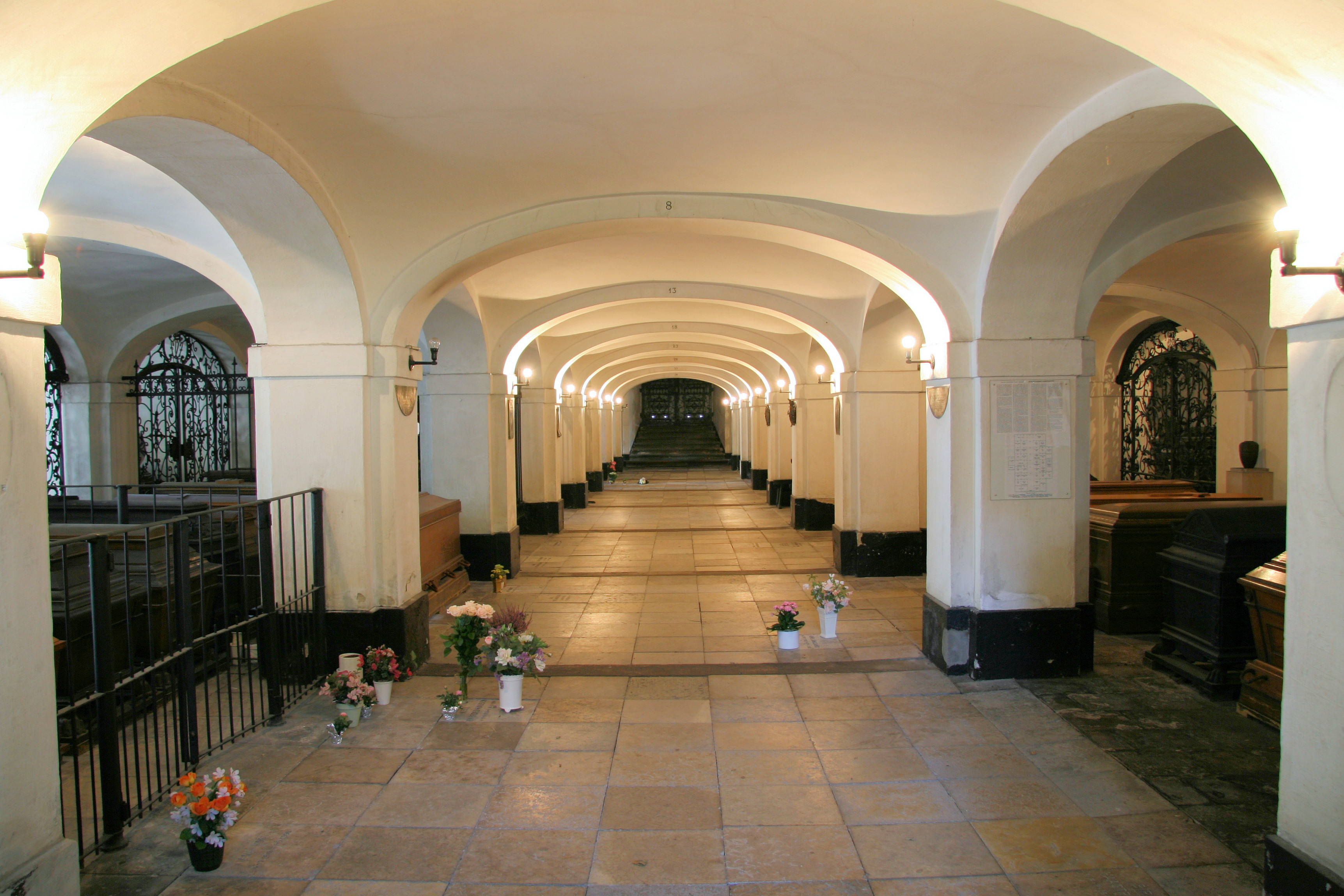
Crypte